# Léopold Eyharts

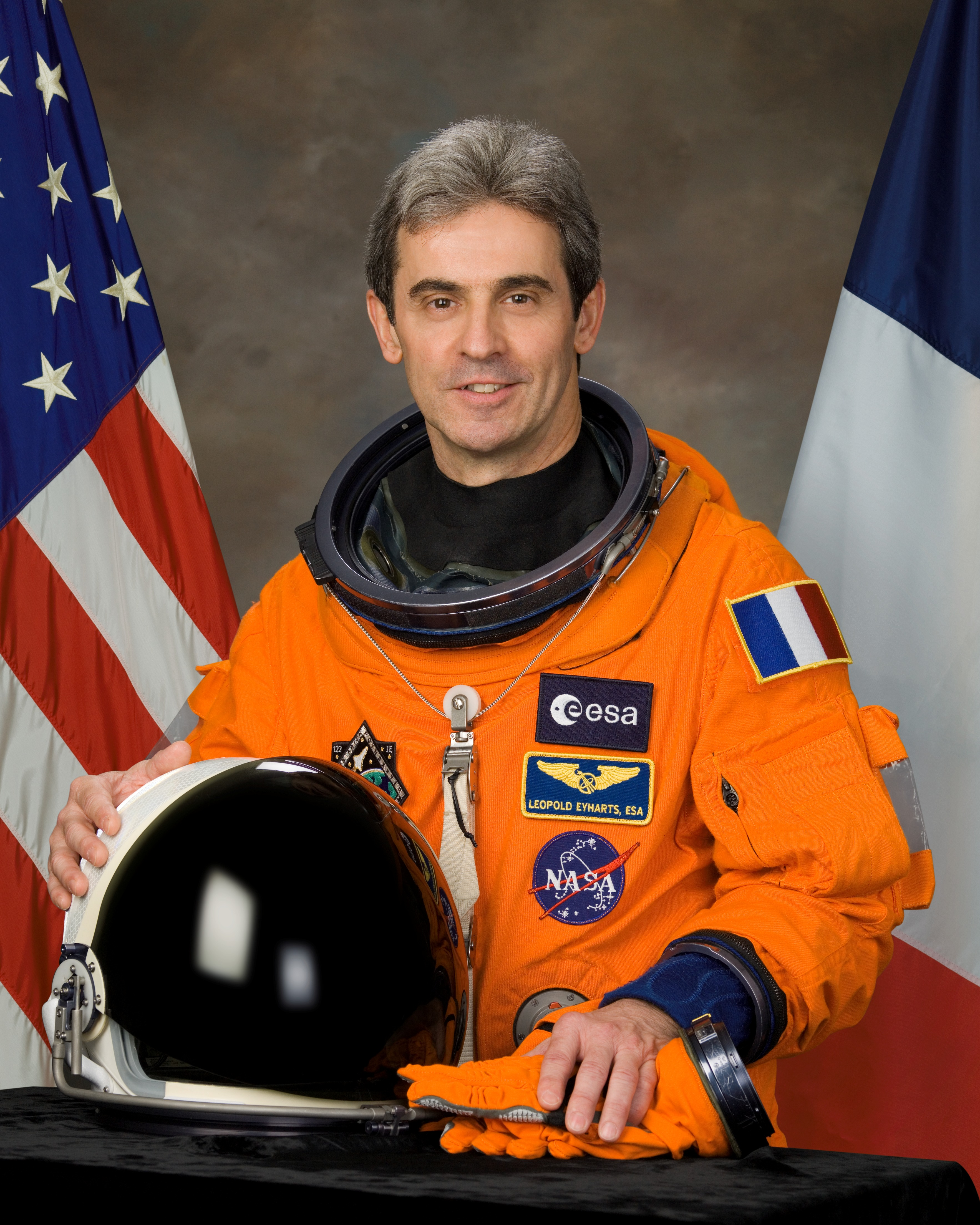
Léopold Eyharts

Léopold Eyharts (Biarritz, 1957. április 28.–) francia mérnök űrhajós, dandártábornok. Teljes neve Léopold Paul Pierre Eyharts.

## Életpálya
A francia Légierő Akadémiáján szerzett mérnök-pilóta oklevelet. 1979-től pilóta, 1985-ben  parancsnok, 1990-től berepülőpilóta. 3800 órát töltött a levegőben, több mint 50 repülőgéptípusnál segítette a fejlesztést, 21 ejtőernyős ugrást teljesített.
A francia CNES űrügynökség választotta ki űrhajós jelöltnek. A Hermes űrrepülőgép program egyik pilótásának választották, ezért elsajátította a Sud Aviation Caravelle rövidtávú utasszállító, illetve az Airbus A300 közepes polgári utasszállító repülőgépek vezetését.
Űrhajós jelöltként a NASA kiképző központjában és a Jurij Gagarin Űrhajóskiképző Központjában (CPK) történt a felkészítése. Lehetőséget kapott a Buran űrrepülőgép szimulátorában történő foglalkozásra. Pilótaként vezethette a Tu–154-es utasszállító repülőgépet. Sikeres vizsgáit követően engedélyt kapott az űrsiklón illetve a Szojuz űrhajón való tevékenységre. 1990. februártól részesült űrhajóskiképzésben. Kettő űrszolgálat alatt összesen 68 napot, 21 órát és 31 percet töltött a világűrben. Űrhajós pályafutását 2012. február 17-én fejezte be.

## Űrrepülések
- Szojuz TM–27 kutatóűrhajósként repült a Mir-űrállomásre. Elvégezte az előírt tudományos és kísérleti programot. Első szolgálata alatt összesen 20 napot, 16 órát, 37 percet és 48 másodpercet töltött a világűrben. Szojuz TM–26 fedélzetén tért vissza a Földre.
- STS–122 az Atlantis űrrepülőgép fedélzeti mérnöke. Közel két hónapos küldetését a Nemzetközi Űrállomáson (ISS) végezte. Az Európai Columbus laboratóriumot szállította. Második szolgálata alatt összesen 48 napot, 4 órát, 54 percet és 11 másodpercet töltött a világűrben. STS–123 az Endeavour űrrepülőgép fedélzetén tért vissza bázisállomására.

### Tartalék személyzet
- Szojuz TM–24 kutatásért felelős űrhajós,
- STS–121 a Discovery űrrepülőgép fedélzeti mérnöke,